# Филатов, Геннадий Васильевич
Филатов Геннадий Васильевич (8 августа 1936, Актюбинск — 13 декабря 2013, Москва) — советский военачальник, генерал-полковник (1992).

## Биография
На военной службе с 1954 года. Окончил Чкаловское зенитно-артиллерийское училище имени Г. К. Орджоникидзе в 1956 году. С 1956 года служил в Воздушно-десантных войсках СССР: командир взвода, командир артиллерийской батареи, заместитель командира и командир зенитного артиллерийского дивизиона. С 1967 по 1969 годы командовал батальоном в 44-й учебной воздушно-десантной дивизии.
В 1972 году окончил Военную академию имени М. В. Фрунзе. С 1972 года — начальник ПВО воздушно-десантной дивизии, с 1976 года — начальник штаба 7-й гвардейской воздушно-десантной дивизии. С 1980 года командир 106-й гвардейской воздушно-десантной дивизии.
В 1984 году был переведён из ВДВ в Сухопутные войска, назначен заместителем начальника штаба Московского военного округа. С 1985 года заместитель командующего войсками Московского военного округа по гражданской обороне — начальник управления гражданской обороны. С 1986 по 1989 годы находился в распоряжении Министра обороны СССР, выполняя ответственные задания на территории Афганистана. Участник Афганской войны. В 1989 году служил несколько месяцев в должности заместителя командующего войсками Московского военного округа по военно-учебным заведениям — начальника отдела высших учебных заведений округа. С 1989 года заместитель начальника Гражданской обороны СССР по боевой подготовке — начальник управления боевой подготовки Гражданской обороны СССР. В 199—1993 годах начальник штаба войск Гражданской обороны — заместитель Председателя Государственного комитета по чрезвычайным ситуациям Российской Федерации. С апреля 1992 года являлся членом коллегии ГКЧС. В июне-сентябре 1992 года был командующим Смешанными силами по поддержанию мира (ССПМ) в зоне грузино-осетинского конфликта в Южной Осетии, в 1992 году участвовал в локализации осетино-ингушского конфликта. С марта 1993 года — заместитель председателя ГКЧС. Освобождён от должности в том же году.
Похоронен на Троекуровском кладбище в Москве.

## Награды
- 2 ордена Красной Звезды
- орден «За службу Родине в Вооружённых Силах СССР» 3-й степени
- медали СССР
- 2 ордена Красного Знамени (Афганистан)